# Wikipedia în rusă
Wikipedia în rusă (în rusă Ру́сская Википе́дия) este versiunea în limba rusă a Wikipediei. Este cea mai mare ediție Wikipedia scrisă într-o limbă slavă, depășind Wikipedia în poloneză și cea mai mare ediție Wikipedia scrisă în orice alt tip de alfabet decât cel latin. În ianuarie 2014 a ajuns pe locul 7 în topul wikipediilor.
Wikipedia în rusă este multiplă laureată a premiilor Runet (Рунет) și ROTOR (РОТОР).

## Cronologie
- Pagina principală a fost creată pe 7 noiembrie 2002[5]
- Pe 17 martie 2008 a fost creat articolul 250 000.
- Pe 25 februarie 2010 a fost creat articolul 500 000.
- Pe 12 aprilie 2011, a fost creat articolul 700 000.
- Pe 11 mai 2013 a fost creat articolul 1 000 000. [6]

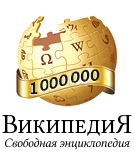
Logoul Wikipediei în rusă pe 11 mai 2013 (1 000 000 de articole)
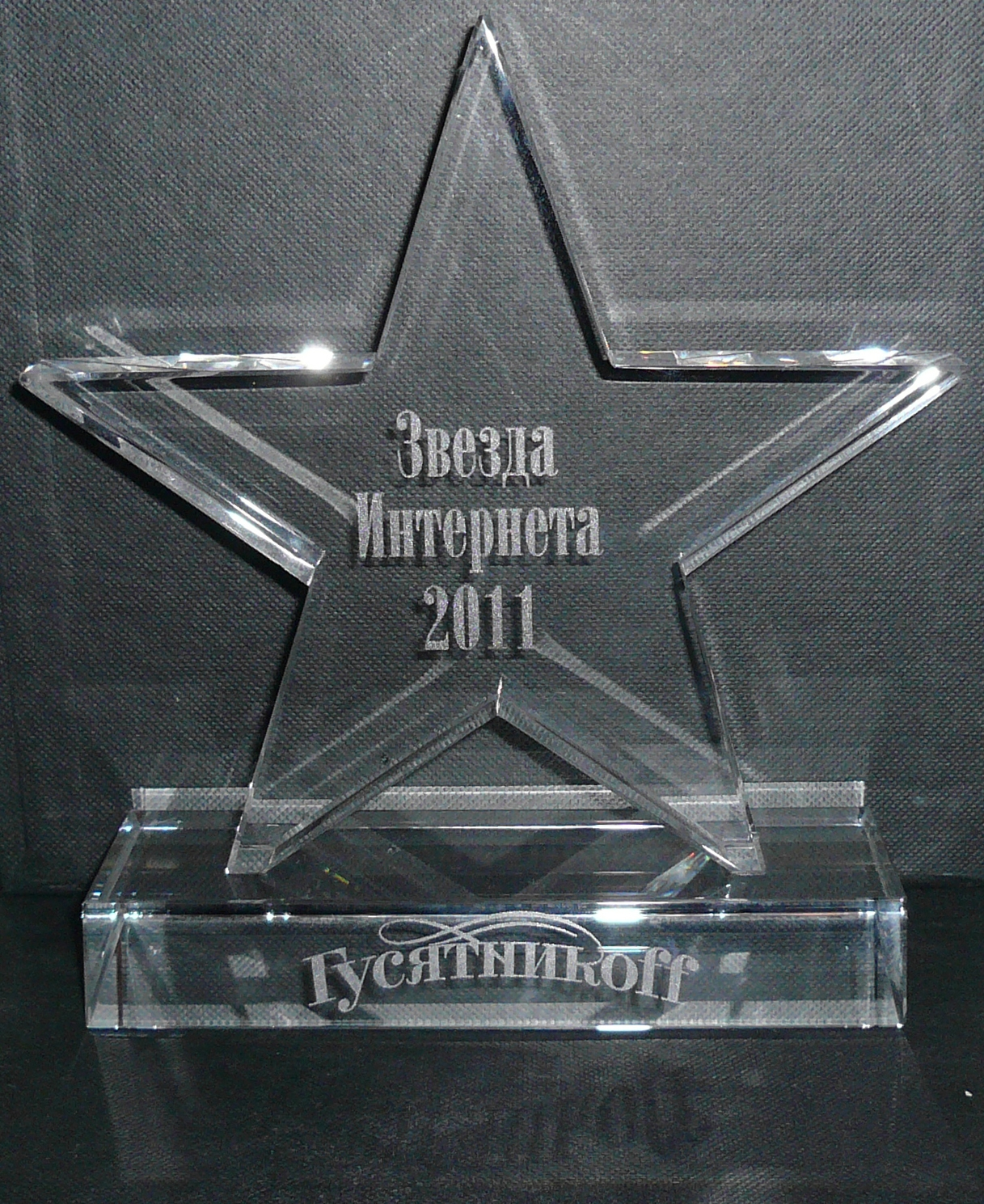
Premiul «Звезда Интернета» (Steaua/Starul Internetului)